# Universitat Wesleyana (Connecticut)

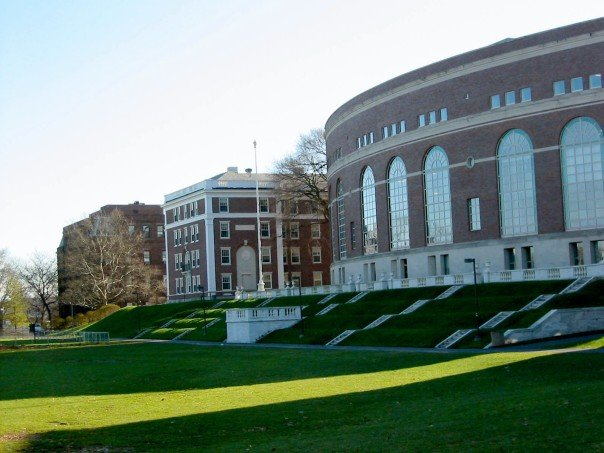
Biblioteca Olin de la Universitat Wesleyana

La Universitat Wesleyana (Wesleyan University) està localitzada en Middletown en l'estat de Connecticut, Estats Units. Va ser fundada en 1831 pels metodistes. Va començar amb 48 estudiants, el rector, tres professors i un tutor.
El seu nom ret homenatge a John Wesley, fundador del metodismo. No obstant això, els vincles amb aquest corrent religiós es van anar diluint i des de 1937, la Universitat ja no té cap vinculació amb aquest moviment. La Universitat té avui al voltant de 2.700 estudiants en programes de grau i uns 300 professors. És una universitat privada i independent amb alumnat mixt.